# Pleudihen-sur-Rance
Pleudihen-sur-Rance é uma comuna francesa na região administrativa da Bretanha, no departamento Côtes-d'Armor. Estende-se por uma área de 24,46 km², com 2 495 habitantes, segundo os censos de 1999, com uma densidade 102 hab/km².